# جمال العبابسي
جمال العبابسي (مواليد 25 فبراير 1960) هو ممثل مغربي. شارك في عدة أفلام ومسلسلات تلفزيونية مغربية.

## حياته
من مواليد الدار البيضاء في 25 فبراير 1960 بدأ مساره الفني كهاوٍ سنة 1995 مع فرقة كوميديا الباب المفتوح بالدار البيضاء، ليصل بعد ذلك إلى مرحلة الاحتراف بعد ظهوره في فيلم الحوت الأعمى لحسن غنجة سنة 2000 وفيلم خيوط العنكبوت لـ رشيد فكاك سنة 2002، ثم بعد ذلك ظهر في أعمال كثيرة وبأدوار مختلفة.

## بعض أعماله

### أفلام
- الحوت الأعمى 2001
- خيوط العنكبوت 2002
- أصدقاء من كندا 2004
- الشاوش 2005
- الديّة 2006
- رحيمو (فيلم) 2006
- لوكونطابل 2009
- باها 2009
- فنيدة 2011
- رياض الزيتون 2015
- هنا طاح الريال 2016
- كبرو ومابغاوش يخويو الدار 2019
- الكنز 2021
- الشطاح 2023

### مسلسلات
- الهاربان 2001
- لالة فاطمة ج3 2003
- المستضعفون 2006
- رحيمو 2007
- ناس البيسري 2010
- زينة الحياة 2011
- 2015: تاريخنا فخرنا
- 2018 مسلسل قلوب تائهة
- 2018 مسلسل الوجه الأخر

## وصلات خارجية
- جمال العبابسي على موقع IMDb (الإنجليزية)
- جمال العبابسي على موقع قاعدة بيانات الأفلام العربية
- جمال العبابسي على موقع قاعدة بيانات الفيلم (الإنجليزية)